# Кенг-Кюёль (Среднеколымский улус)
Кенг-Кюёль (якут. Киэҥ Күөл — широкое озеро) — упразднённый в 1986 году сельский населённый пункт на территории Алазейского наслега Среднеколымского улуса Республики Саха России.

## История
Кенг-Кюёль исключен из учётных данных административно-территориального деления Якутии Указом Президиума Верховного Совета Якутской АССР от 17 декабря 1986 года.

## География
Кенг-Кюёль расположен на западе региона, на Алазейском плоскогорье, в местности богатой озёрами. Среди крупных: озеро Хайырдах в 5,8 км., озеро Илин-Сыаганнах в 14 км.

## Транспорт
Автозимник «Арктика».